# 中祥人
中 祥人（なか まさと、1970年2月7日 - ）は、石川県小松市出身の漫画家。

## 略歴
1988年、石川県立小松工業高等学校卒業。1990年、荒木飛呂彦の元でアシスタントをはじめる。1993年、週刊ヤングジャンプ『それでも悪魔』でデビュー後、『暴力の都』で初連載。描き下ろしでは、北京オリンピックの際に金メダリストの吉田沙保里選手を主人公とした『ちゅうじょ 中京女子大レスリング部物語』を執筆の他、ウォルト・ディズニーの伝記漫画としてディズニー社公式の『コミック版世界の伝記(25) ウォルト・ディズニー』がある。また、広告媒体では、JR東日本ウォータービジネスが手掛けるオリジナルブランド『From AQUA（フロムアクア）～谷川連峰の天然水～』の中吊り広告や開発ストーリー漫画などの執筆も担当。
過去には、タウン情報誌でのイラストコラム連載や、デジタルクリエイターが集まるグループ展へも積極的に参加していた。
その他、北京オリンピックでは、吉田沙保里選手の公式応援Tシャツのデザインを担当。『ザ・おやじファイト』の北陸地方初開催となる大会のプロデュースも手掛けるなど、多彩な才能を見せる。
現在は2013年に設立したマンガやアニメなどのコンテンツとコラボした伝統工芸品を企画制作販売する株式会社ミッドランドクリエイションの代表取締役である傍ら、専門学校でマンガ専攻の講師も務める。また、九谷BE@RBRICKと有田BE@RBRICKのプロデューサーとしても活躍し、東京オリンピック記念モデルも手掛けている。

## 作品リスト

### 連載作品
- 暴力の都 （原作：戸田幸宏）
- キュイジニエ （原作：西村ミツル）
- バウンティハンター （原作：荒木秀一）
- 『もっと、生きたい…INSTALL』 （原作&プロデュース：Yoshi）
- パスタの王国
- 未解決事件〜File.01 グリコ・森永事件〜（協力：NHK「未解決事件」取材班／構成：星井博文）
- 未解決事件〜File.02 オウム真理教〜（協力：NHK「未解決事件」取材班／構成：星井博文）
- 北陸黒猫散歩
- 極楽バリ島 丸尾孝俊 ボーボー物語（監修：丸尾孝俊）
- 極楽バリ島 丸尾孝俊 ボーボー物語 出張版（監修：丸尾孝俊）
- SHIBUY@27530（企画原案：日本政策学校）

### 読み切り
- それでも悪魔
- Strawberry Lips
- ブラフ（原作：相田公平）
- 暴力の都・特別編 （原作：戸田幸宏）
- ピジョンラリー 〜鳩と大地の鎮魂歌〜（原作：尾関修一）
- ダーク・フロイド
- ダーク・フロイド 2
- ちゅうじょ 中京女子大レスリング部物語 （原作協力：星井博文／編集協力：株式会社インディ・アソシエイツ、中京女子大レスリング部）
- ゴールデンボーイ
- 甲府とりもつ煮物語
- つぼみ 〜こまつ物語〜（企画制作：社団法人 小松青年会議所）
- 飛べ！忘年会〜今夜は無礼講〜

### 単行本
- 暴力の都 （ヤングジャンプ・コミックス　全12巻）
- キュイジニエ （ヤングジャンプ・コミックス　全4巻）
- バウンティハンター （バンチコミックス　全4巻）
- 『もっと、生きたい…INSTALL』 （ヤングジャンプ・コミックス　上下巻）
- ちゅうじょ 中京女子大レスリング部物語 （実業之日本社　全1巻）
- パスタの王国（ニチブンコミックス　全1巻）
- コミック版世界の伝記(5) 野口英世（ポプラ社　全1巻）
- 未解決事件〜File.01 グリコ・森永事件〜（グランドジャンプ愛蔵版　全1巻）
- 未解決事件〜File.02 オウム真理教〜（グランドジャンプ愛蔵版　全1巻）
- コミック版世界の伝記(25) ウォルト・ディズニー（ポプラ社　全1巻）
- 極楽バリ島 丸尾孝俊 ボーボー物語（ニチブンコミックス　1巻〜）

## 師匠
- 荒木飛呂彦

## アシスタント経歴
- 荒木飛呂彦 ー『ジョジョの奇妙な冒険』 第3部〜第4部
- くつぎけんいち ー『ガード・ドッグ』
- 井上紀良 ー『黄龍の耳』

## 関連人物

### アシスタント時代の同僚
- 三部敬
- 鬼窪浩久

- 中村慶吾

- 北原功士

- 亜月亮

### アシスタント
- 星井博文
- 藤川努

## 脚註
1. ↑  『バウンティハンター』以降の作品では「示」に「羊」と表記されることが多い。